# Angela Rinicella
Angela Rinicella (Altofonte, 7 maggio 1982) è un'ex mezzofondista italiana.

## Palmarès
| Anno | Manifestazione          | Sede          | Evento         | Risultato | Prestazione | Note |
| ---- | ----------------------- | ------------- | -------------- | --------- | ----------- | ---- |
| 2002 | Europei di cross        | Medulin       | Corsa seniores | 61ª       | 22'19"      |      |
| 2002 | Europei di cross        | Medulin       | A squadre      | 8ª        | 179 p.      |      |
| 2003 | Europei Under-23        | Bydgoszcz     | 1500 m piani   | Batteria  | 4'16"67     |      |
| 2003 | Mondiali di cross       | Losanna       | Cross corto    | 72ª       | 14'18"      |      |
| 2003 | Mondiali di cross       | Losanna       | A squadre      |           |             |      |
| 2005 | Giochi del Mediterraneo | Almeria       | 1500 m piani   | 10ª       | 4'16"09     |      |
| 2005 | Mondiali di cross       | Saint-Galmier | Corsa seniores | 43ª       | 29'25       |      |
| 2005 | Mondiali di cross       | Saint-Galmier | A squadre      |           |             |      |
| 2006 | Mondiali di cross       | Fukuoka       | Cross corto    | 49ª       | 13'52"      |      |
| 2006 | Mondiali di cross       | Fukuoka       | A squadre      |           |             |      |
| 2012 | Europei di cross        | Szentendre    | Corsa seniores | 38ª       | 29'37"      |      |
| 2012 | Europei di cross        | Szentendre    | A squadre      |           |             |      |

## Campionati nazionali
2001
- Argento ai campionati italiani juniores, 1500 m piani - 4'29"48

2002
- Argento ai campionati italiani assoluti, 1500 m piani - 4'20"30
- Argento ai campionati italiani promesse, 1500 m piani - 4'23"46

2003
- Bronzo ai campionati italiani assoluti, 1500 m piani - 4'20"34
- 4ª ai campionati italiani di corsa campestre, cross corto - 13'19"
- Oro ai campionati italiani promesse, 1500 m piani - 4'18"89

2004
- Argento ai campionati italiani assoluti, 1500 m piani - 4'17"05
- Oro ai campionati italiani promesse, 1500 m piani - 4'20"91

2005
- Bronzo ai campionati italiani di corsa campestre, cross corto - 13'46"

2006
- 7ª ai campionati italiani assoluti, 1500 m piani - 4'26"38
- Oro ai campionati italiani di corsa campestre, cross corto - 12'54"

2007
- 5ª ai campionati italiani assoluti, 1500 m piani - 4'22"79
- 4ª ai campionati italiani assoluti indoor, 3000 m piani - 9'08"69

2008
- 5ª ai campionati italiani assoluti, 1500 m piani - 4'23"15

2011
- 4ª ai campionati italiani assoluti, 1500 m piani - 4'18"46

2012
- 6ª ai campionati italiani assoluti, 1500 m piani - 4'23"56
- Bronzo ai campionati italiani assoluti indoor, 3000 m piani - 9'23"23

2013
- 4ª ai campionati italiani assoluti, 1500 m piani - 4'21"60

## Altre competizioni internazionali[1]
2003
- 7ª in Coppa Europa ( Firenze), 1500 m piani - 4'17"68
- 8ª al Giro podistico internazionale di Castelbuono ( Castelbuono) - 20'35"

2004
- 18ª al Golden Gala ( Roma), 1500 m piani - 4'16"51

2005
- 6ª in Coppa Europa ( Firenze), 3000 m piani - 9'22"10
- 7ª al Campaccio ( San Giorgio su Legnano) - 21'05"

2006
- 9ª ai Mondiali militari di corsa campestre ( Tunisi) - 15'02"

2011
- 15ª al Memorial Peppe Greco ( Scicli) - 26'12"
- 12ª al Campaccio ( San Giorgio su Legnano) - 21'19"
- 7ª al Cross della Vallagarina ( Villa Lagarina) - 19'49"6
- 13ª al Cross di Alà dei Sardi ( Alà dei Sardi) - 20'39"

2012
- 7ª alla BOclassic ( Bolzano), 5 km - 16'59"
- 7ª alla Cinque Mulini ( San Vittore Olona) - 22'51"
- 6ª al Cross della Vallagarina ( Villa Lagarina) - 19'51"

2014
- 5ª al Cross della Vallagarina ( Villa Lagarina) - 22'41"9